# Gianni Penati
Gianni Penati (Torino, 17 marzo 1930 – 7 agosto 2018) è stato un fotografo italiano.

## Biografia
Gianni Penati nasce a Torino da una famiglia agiata. Trascorre l'adolescenza fra Torino, le alpi piemontesi e la riviera ligure. Studia all'accademia di belle arti sotto la guida di Italo Cremona e si laurea in decorazione. Nel 1953 espone i suoi disegni alla galleria Grifo di Torino con la presentazione del suo maestro Italo Cremona.
Nel 1955 si trasferisce a Roma e segue all'accademia i corsi di Mino Maccari, frequenta l'ambiente cinematografico ed inizia a realizzare ritratti fotografici. Nel 1957 torna a Torino, sposa Rosita da cui avrà due figli, alterna la ritrattistica fotografica con i servizi di moda per Vanità, Realitè e Vogue Francia. Nel 1962 espone i suoi ritratti fotografici di bambini alla galleria Galatea di Torino.
Nel 1964 si trasferisce a New York ed inizia a lavorare con Harpers Bazaar, dopo un breve periodo entra tra i collaboratori abituali di Vogue, torna però spesso in Italia per seguire le collezioni di alta moda. Nel 1965 le sue fotografie sono esposte al MoMA di New York nella mostra "Recent acquisitions". Nel 1971 torna ad esporre al MoMA nella mostra Extensions to museum collections. Alla fine del 1972 lascia la rivista Vogue e New York per trasferirsi sulla costa atlantica, a Capo Cod. Alterna lavori fotografici senza committente alla pittura ed al disegno, scatta gli ultimi ritratti fotografici della serie Olimpia, che pubblicherà nel 2004. Nel 1978 espone per la terza volta al MoMA di New York nella mostra "Mirrors and windows".
Nel 1979 torna definitivamente in Italia.
Nella sua prefazione alla monografia di Penati del 1980, Oddone Camerana inserisce il fotografo nella tradizione europea  degli artisti e letterati prestati alla fotografia, sulla scia di Julia Cameron, Atget, Lewis Carroll e Jacques Henri Lartigue. Camerana inoltre racconta come nel lavoro di Penati all'estrema professionalità delle sue foto di moda si opponesse uno spirito quasi dilettantistico che lo spingeva a ritrarre le persone che lo attiravano. L'esempio più attinente è quello della giovane Olimpia che Penati iniziò a ritrarre bambina e continuò fino all'età adulta. Dal punto di vista tecnico la scelta di Penati è molto più austera del raffinato e quasi cinematografico uso di luci e riflettori di Gian Paolo Barbieri, suo coetaneo. Una sola luce diffusa, quasi una finestra,  che disegna ombre morbide su un lato ed attenzione massima per l'espressione e lo sguardo. Questa scelta minimale che tradisce  la sua educazione artistica era considerata negli anni sessanta estremamente moderna e gli valse gli incarichi nelle riviste più prestigiose. Dopo di lui e seguendo il suo esempio David Bailey, Clive Arrowsmith e altri adottarono lo stesso schema di illuminazione. Con Bailey Penati condivise anche la consuetudine di fotografare le top model dell'epoca come Twiggy e Penelope Tree.

## Opere
- Gianni Penati, Milano, Electa, 1980.
- Il Maestro di Olympia. Fotografie 1956-1996, Stampa: Tipolitografia Bacchetta, Albenga, 2004, ISBN 9788887397109.

## Pubblicazioni
- Vogue Italia
  - 1966 : dicembre
  - 1967 : novembre
  - 1968 : dicembre
  - 1969 : maggio, settembre
  - 1970 : gennaio, maggio,
  - 1972 : maggio, dicembre
  - 1973 : gennaio, febbraio, marzo, aprile, settembre
  - 1975 : settembre
  - 2008 : maggio
  - 2014 : settembre

- Vogue America
  - 1961 : ottobre
  - 1965 : gennaio
  - 1966 : febbraio, marzo
  - 1967:  febbraio, aprile, settembre, ottobre
  - 1968 : gennaio
  - 1969 : aprile, luglio
  - 1970 : gennaio, luglio,marzo,luglio, agosto, settembre, novembre
  - 1971 : marzo
  - 1972 : gennaio
  - 1994 : febbraio
  - 2004 : agosto
  - 2012 : settembre
  - 2016 : aprile

- Photography
  - 1964 : gennaio

- Vogue UK
  - 1972 : ottobre

## Mostre
- Galleria Galatea, Torino, 1962
- Recent acquisitions: photography, MoMA, New York, 1965[5]
- Steichen gallery reinstallation, MoMA, New York, 1971[5]
- Mirrors and Windows: American Photography Since 1960, MoMA, New York, 1978[6]
- 20 anni di Vogue Italia, Galleria del Sagrato, Milano, 1984 [7]
- Collezione permanente, Victoria and Albert museum, Londra[8]